# Lengronne
Lengronne är en kommun i departementet Manche i regionen Normandie i norra Frankrike. Kommunen ligger i kantonen Gavray som tillhör arrondissementet Coutances. År 2022 hade Lengronne 463 invånare.

## Befolkningsutveckling
Antalet invånare i kommunen Lengronne
| Referens: INSEE |